# モンタギュー・サマーズ
アウグストゥス・モンタギュー・サマーズ（Augustus Montague Summers、1880年4月10日 - 1948年8月10日）は、イギリスの著作家、聖職者、教師。
ウィッチクラフト、吸血鬼、狼男に関する研究を行い、それらの全てを信じていると公言した。サマーズはまた、15世紀の魔女狩りの教本である『魔女に与える鉄槌』を現代英語に翻訳し、それを1929年に出版した。彼は「20世紀で最も影響力のある大衆文化オカルティズムの知識人」として特徴付けられている。

## 日本語訳
- 日夏耿之介訳・解説『吸血妖魅考』 牧神社、1976年／筑摩書房〈ちくま学芸文庫〉、2003年